# Gaedeodes
Gaedeodes là một chi bướm đêm thuộc họ Erebidae.